# Beata Vergine della Creta

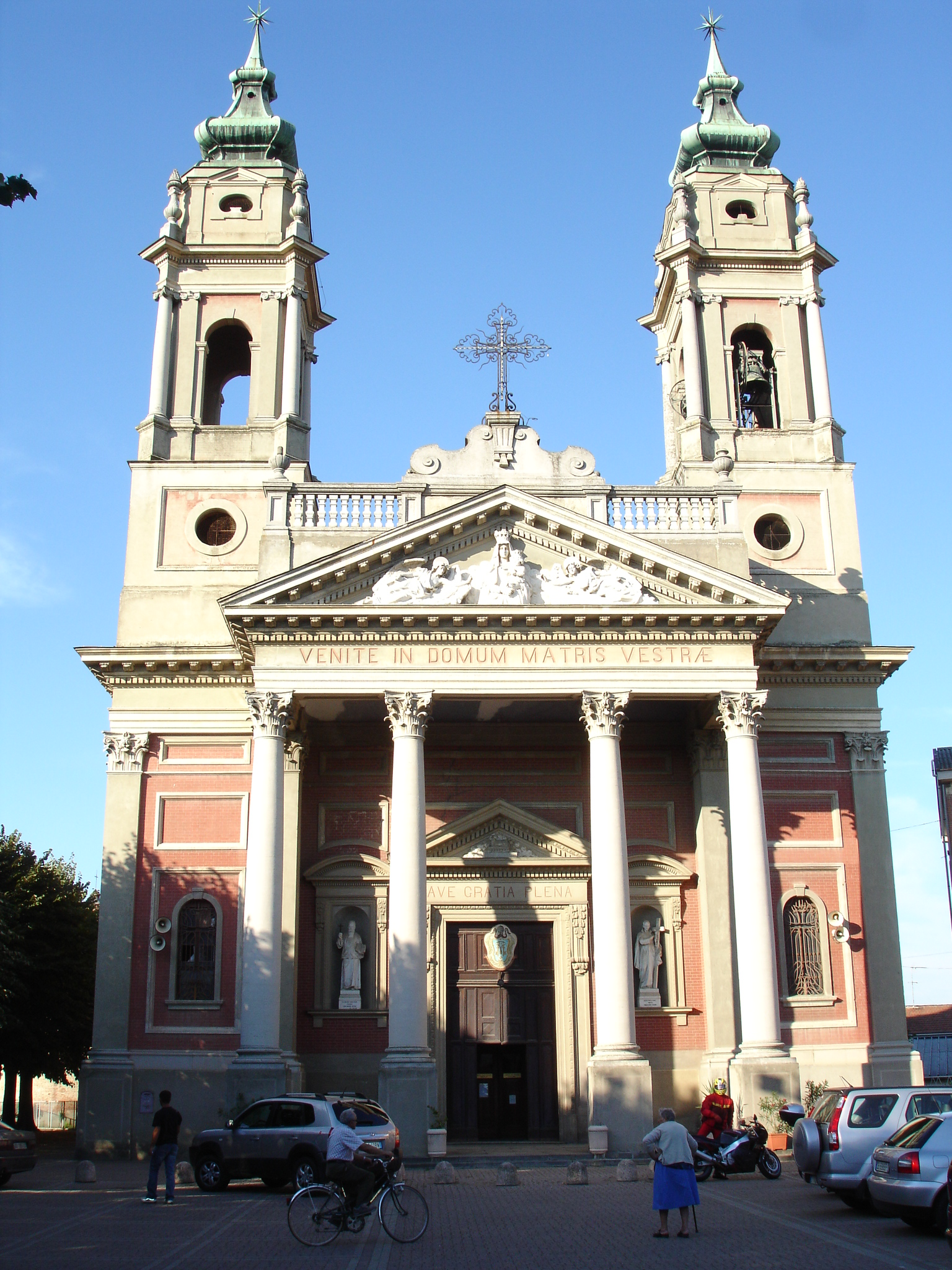
Das Heiligtum der Madonna in Castellazzo Bormida

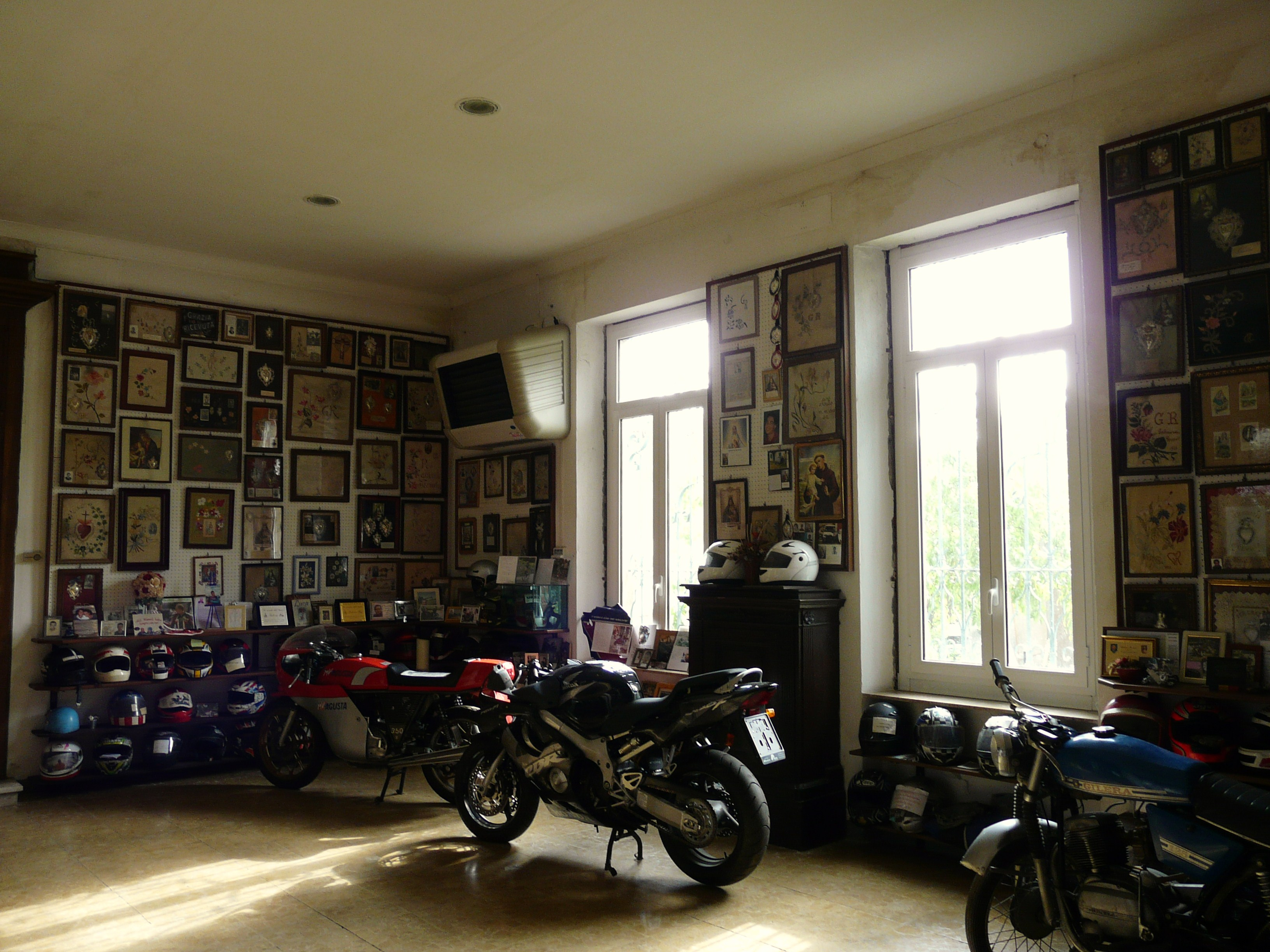
Votivgaben in der Sakristei der Kirche

Die Kirche Beata Vergine della Creta (auch heilige Jungfrau von Kreta) ist eine Wallfahrtskirche (it. santuario) in Castellazzo Bormida in Italien. Sie ist der Beata Vergine della Creta geweiht, die seit 1947 die Schutzpatronin der Motorradfahrer ist.
Im Jahre 1947 verlieh Papst Pius XII. mit päpstlicher Bulle der „Beata Vergine della Creta“ den Titel „Schutzherrin der Motorradfahrer und Motorradfahrerinnen“.
Seit 1946 findet jährlich am zweiten Sonntag im Juli ein Treffen von Motorradfahrern aus der ganzen Welt statt, die an einer Messe teilnehmen. Zu diesem Ereignis werden die Tore der Kirche auch für die Motorräder geöffnet. In der Rotonda, einem um einen Pfeiler angelegten überkuppelten Rundbau im Kirchengebäude, an Seitenwänden und in der Sakristei der Kirche sind Votivtafeln, Motorradhelme und Motorräder ausgestellt, die von der Dankbarkeit der Spender an die Madonnina, die Beata V. della Creta, zeugen.

## Geschichte
Das erste Gebäude dieses Wallfahrtsortes war eine Kapelle, in der ein Bild mit der Heiligen Jungfrau von Creta  aufbewahrt wurde. Giovanni Viola aus Castellazzo baute sie im Jahre 1631, nach einer Pestepidemie, die ganz Europa heimsuchte. Die Kapelle wurde 1764 abgerissen, aber für die Bewohner von Castellazzo blieb es immer ein der Madonna geweihter heiliger Ort, der mit Votivgaben geehrt wurde. Bald wurde wieder ein Holzkreuz aufgestellt, danach ein gemauerter Pfeiler mit dem Gemälde der Madonna della Creta, das schnell seinen Platz in der Volksverehrung fand. Auch wenn das Bild später wieder nach S. Carlo, dem ursprünglichen Aufbewahrungsort, zurückkehrte. Kurz darauf wurde eine kleine Kirche gebaut (1802–1848), die jedoch auch wieder abgerissen wurde und danach der Rundplatz um den Pfeiler und eine provisorische Kapelle. Erst gegen Ende des 19. Jahrhunderts wurde die eigentliche Wallfahrtskirche, der Beata Vergine della Creta e delle Grazie geweiht.

## Architektur
Die dreischiffige Kirche mit Querschiff, überkuppelter Vierung und halbkreisförmigen Presbyterium wurde in den Bauformen des Neubarock errichtet. Die Fertigstellung und die Einweihung des Baus erfolgten im Jahre 1905, die Fassade und die beiden Glockentürme waren im Jahre 1924 fertiggestellt. Die Bauarbeiten gegen Ende des vergangenen Jahrhunderts wurden vom Architekten Giuseppe A. Boidi Trotti unter Zugrundelegung der Pläne des Architekten Caselli aus Alessandria geleitet. Die Fassade ist ein Entwurf von Girolamo Buscaglia. Der Fassade vorgestellt ist ein Portikus mit vier, auf hohen Postamenten aufgesockelten korinthischen Säulen. Der Architrav trägt die lateinische Inschrift: VENITE IN DOMUM MATRIS VESTRǼ. Der Dreiecksgiebel des Portikus enthält ein Relief nach dem Gnadenbild: eine gekrönte Madonna mit Kind, flankiert von zwei Engeln.